# Майбах, Филипп
Фи́липп Ма́йбах (нем. Philipp Maybach; родился 14 декабря 2007) — австрийский футболист, полузащитник венской «Аустрии».

## Клубная карьера
Родился в Вене в семье юриста Мариана Майбаха. Выступал за юношеские команды клубов ФВ Аустрия XIII, «Фёрст» и «Аустрия» (Вена). 18 августа 2024 года дебютировал в основном составе «Аустрии», выйдя на замену в матче австрийской Бундеслиги против «Хартберга».

## Карьера в сборной
Выступал за сборные Австрии до 16, до 17 и до 18 лет.